# アート商会浜松支店
アート商会浜松支店（アートしょうかいはままつしてん）は、静岡県浜松市の自動車修理工場である。1928年（昭和3年）に本田宗一郎によって設立された。「浜松アート商会」とも呼ばれる。
後に本田技研工業を創業することになる本田が最初に設立した会社であり、本田が21歳から32歳の頃にかけてその経営を行った。

## 概要
アート商会浜松支店は、東京の自動車修理工場であるアート商会で年季奉公をしていた本田宗一郎が、同社から独立する際にのれん分けされて設立した自動車工場である。
のれん分けされるに際し、本田は本家のアート商会の商圏を侵さないよう配慮し、故郷の光明村（現在の浜松市天竜区南東部）にほど近い浜松市で開業することにした。開業資金についてはアート商会の主人である榊原郁三から援助を受け、社名に「支店」とあるが、榊原のアート商会とは別組織である。
本田は小さな修理工場から始めたこのアート商会浜松支店を、開業から数年で東海地方でも最大の修理事業者に発展させた（→#修理事業の成功）。同時に、修理工場の域に留まらない仕事を次々に生み出し、この時期の本田は「浜松のエジソン」の異名で呼ばれた（→#特殊車両の製造、#鉄製ホイールの製造）。

## 沿革

### 修理事業の成功
1928年（昭和3年）春にアート商会浜松支店は敷地16坪ほどの小さな「自動車修理場」として開業した。店主の本田は21歳という若さだったため当初は信用されなかったが、その腕の良さが知られるにつれて次第に客を増やし、その年の末までには修理工場として一定の稼ぎを得られるようになった。
昭和初期の当時、日本国内にある自動車のほとんどは外国車で、（日本に組立工場を持っていたフォードとGMは例外として）部品は日本にある支社やインポーターに発注する必要があり、在庫がなければ輸入されるのを待たなければならなかった。しかし、アート商会浜松支店では、修理に必要な部品の多くは本田が自分の手で作ることができ、それが無理な場合でも、東京のアート商会を頼ればほとんどの部品は静岡県内のどこの修理工場よりも早く手に入れることができた。この評判は広がり、バスやトラックなど、修理日数の1日の違いが売上を大きく左右することになる営業用車両を持つ商人たちはアート商会浜松支店を贔屓にするようになっていった。
バス会社や運送会社を顧客としたことで、本田はバスやトラックの改造も手掛けるようになり、車両を延長して乗車定員や積載量を増やし、エンジンの整備でも車の寿命が大きく伸びると評判を呼び、アート商会浜松支店の名は近隣の長野県や愛知県にまで知られるようになった。
そうして、修理や整備よりもむしろ車の改造のほうを多く手掛けるようになり、1928年の開業当時は本田以外は丁稚が一人いるのみだった小さな「修理場」は、開業から3年ほどで約80坪の新たな工場を構え、旋盤、板金、塗装、鍛冶、木型などの分野ごとに専門の職人を抱える「修理工場」へと発展した。
開業5年後には豊橋市にも工場を開設し、この時点で東海地方で最も大きな自動車修理・整備事業者となった。
この頃、本田は浜松政界の風雲児と呼ばれていた加藤七郎と関係を深め、本田から依頼された加藤はアート商会浜松支店を株式会社に改組して経営面の土台を固め、本田が修理・改造や研究開発に専念できる体制を整えた。その後も加藤は東海精機時代も含めて本田の後見人を務め、本田と加藤の関係は1944年に加藤が死去するまで続くこととなる。

### 特殊車両の製造
本田は修理工場に必要な職工以外に、浜松高等工業学校を卒業した設計技師を雇って設計部門も作った。
アート商会浜松支店は特殊車両の製造も行い、飛行連隊（飛行第7連隊）が滑走路の拡張工事を行うと聞けばダンプカー、消防団が近代化を図ろうとしていると聞けば消防車といった具合に商機を見つけては車両を作った。そのほか、冷凍車や霊柩車など、トラックを改造して様々な車両を製造した。こうした車両を取り扱う業者は周辺に他に存在しなかったため、アート商会浜松支店はこの事業でも常に注文を抱えて繁盛した。
こうした実績を見込まれ、鉄道省からは線路補修用の特殊車両の修理を任され、浜松駐屯の飛行第7連隊や高射砲第1連隊からは陸軍の軍用車両の整備も任されるようになった。

### 鉄製ホイールの製造
修理工場としての事業が安定したことで、本田は工場の敷地に10坪ほどの研究室を建て、研究開発を行うようになった。
この中で、従来の木製スポークに代わる鉄製スポークによるホイールを考案し、特許を取得して製造した。1931年（昭和6年）に浜松市で開催された全国産業博覧会に出品したことを契機に注文が殺到し、朝鮮半島や台湾を含む日本全土や、中国、東南アジア、インドにまで輸出された。

### ピストンリングの製造をめぐる対立と本田の離脱
本田宗一郎は、かつての主人である榊原ら当時の他の自動車技術者たちと同様、修理業から製造業へのステップアップを目標としていた。当初は自動車ボディの製造を目論んでいたが、鉄が経済統制されるようになったため断念し、次いで、少ない材料で製造できるピストンリングの製造を目指すようになった。
ピストンリング製造という新事業に挑もうとしたのは、本田自身に製造業への志があったということだけではなく、この時期はアート商会浜松支店から独立していった修理工たちが自前の修理工場を構えるようになりつつあったという事情もあった。修理工場の数が増えても自動車の台数は日本国内でも商圏内でもそれに見合って増えたわけではなく、いずれ限られた客を奪い合う状況となることが目に見えていたためだとも本田は述べている。
しかし、修理工場が成功しているにもかかわらず新規事業に手を出すリスクを背負うことは他の役員たちから難色を示され、結論として、別会社を設立することになった。
そうして、1936年（昭和11年）8月30日、ピストンリング製造のための新会社として東海精機が設立された（初代社長は前述の加藤七郎）。以降、本田はピストンリングの事業に専念し、1939年（昭和14年）にピストンリングの試作に成功したことを機にアート商会浜松支店を従業員の川島末男に譲渡し、自動車修理業から完全に手を引いた。
アート商会浜松支店は、終戦後の1948年（昭和23年）に「株式会社アート商会」に改称した。その後も同社は修理工場として存続している。

## レース活動
本田はアート商会時代に、カーチス号のライディングメカニックとして、日本自動車競走大会でレース参戦を重ねていたが、ドライバーを務めたことはなく、「いつか自分でレーシングカーを作って、ドライバーとしてレースに出たい」という願望を持っていた。その機会は1930年代半ばに訪れ、本田は1936年6月に多摩川スピードウェイで開催された全日本自動車選手権にアート商会浜松支店として参戦を果たした。

### ハママツ号

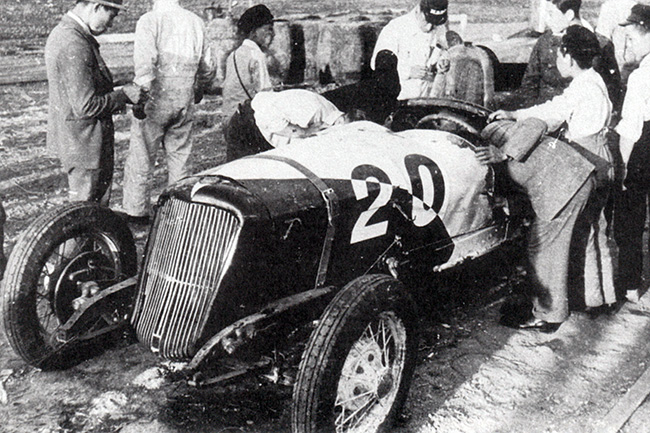
ハママツ号（1936年6月）

ハママツ号は、フォード・B型をベースとして本田が製造したレーシングカーである。「浜松号」とも「濱松号」とも表記する。
本田はフォードの直列4気筒のエンジンを使用し、スーパーチャージャー（タービン型遠心式過給機）を自作するなどして、このエンジンに徹底的な改良を施した。
車体も軽量化し、サスペンションはストロークの長いシボレーのものを取り付け、ボディも板金たたき出しで作り直すなど、やはり徹底的に改造を行った。オーバルトラックで絶対に転倒（横転）しないよう工夫を凝らし、反時計回りのコースに合わせて、エンジンを左に10度傾けて搭載するなどして対策した。
テスト走行は浜松市内の公道だけではなく、実戦の舞台となる多摩川スピードウェイでも行われた。

#### 全日本自動車競走大会における事故

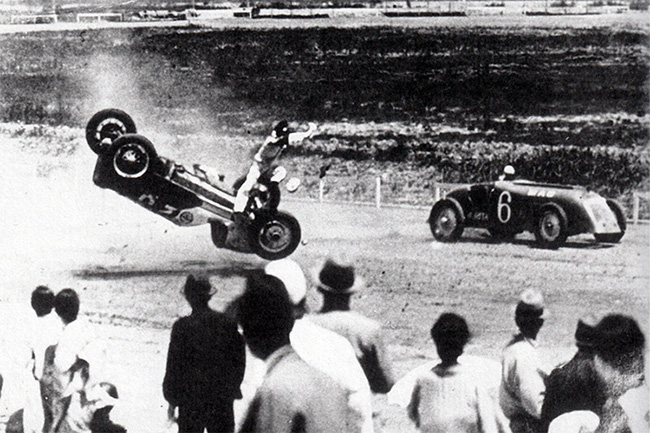
事故の瞬間を捉えた写真

1936年（昭和11年）6月7日、多摩川スピードウェイにおける最初の自動車レースとして、全日本自動車選手権が開催された。本田は自らステアリングを握り、弟の弁二郎をコ・ドライバー（ライディングメカニック）としてこの大会に参戦した。
カーナンバーは、アート商会の車両でエースナンバーとして使用されていた「20」が榊原郁三から譲られた。
本田はこの大会における第1レースとなる「ゼネラルモータース・カップ」に出場し、このレースで事故が起きる。15周で争われたこのレースで、本田が駆るハママツ号はトップを独走したが、13周目に突如ピットアウトしてレーストラックに進入してきた周回遅れの車両を避けきれず、時速およそ100 kmで激突したハママツ号は宙を飛び、コクピットから放り出された本田と弁二郎はダートトラックの土の地面に叩きつけられ、ともに負傷した。
この事故により、本田は右目の上に裂傷を負い、左手首を骨折し、左肩も抜け、これらは事故の大きさの割には軽傷だったが、弁二郎は背骨を骨折する重傷で、6ヶ月の入院生活を送ることになった。
本田はこうした事故はレースをしていればよくあることと考え、同年10月の次の大会にもエントリーしたが、父親や妻をはじめとする家族の猛反対により、以降、自身をドライバーとしてレースに参戦することはなくなった。

## 年表
1928年 (昭和3年)
- 4月25日、アート商会浜松支店設立[7]（浜松市元浜町283番[1]）。従業員は1名[7]。

1929年 (昭和8年)
- 従業員数が15名ほどに増える[40]。

1931年 (昭和6年)
- 3月、鉄製スポークによる自動車用ホイールを考案・製造し、全国産業博覧会に出品[41]。
  - 鉄製スポークは評判を呼び、特許料だけで月に1,000円稼ぐほどになった本田宗一郎は、稼ぎを遊びに派手に使ったこともあって、浜松でその名を知らぬ者がいないほどの名士となる[40]。
- 川島末男（後の第2代社長）が入社[41]。

1932年 (昭和7年)
- 豊橋市に新工場を建設[41][10]。
- 本田弁二郎（宗一郎の弟）が入社[41]。
- 夏、藤山一郎のルノーが名古屋からの道中で故障し、人づてに「あそこなら何でも直る」と聞き、本田に修理を依頼する（この縁で本田と藤山は生涯の友人となる）[42]。

1934年 (昭和9年)
- 3月、本田宗一郎がピストンリングの研究を始める[43]。

1936年 (昭和11年)
- 6月7日、全日本自動車競走大会（多摩川スピードウェイ）に出場した本田宗一郎と弁二郎が、事故により重傷を負う[43]。
- 8月30日、ピストンリング製造のため、東海精機が設立される[24]

1937年 (昭和12年)
- 3月、ピストンリングの製造を始める[43]。
- 本田宗一郎が浜松高専に通い始める[43]。

1939年 (昭和14年)
- 4月、本田宗一郎がアート商会浜松支店を川島末男に譲渡する（本田は4月20日に東海精機に入社）[8]。

1948年 (昭和23年)
- 社名を「株式会社アート商会」に改称[W 2]。